# Torneo de Róterdam 2025
El ABN AMRO Open 2025 fue un evento de tenis profesional de la categoría ATP 500 que se jugó en pistas duras. Se trató de la 52.a edición del torneo que forma parte del ATP Tour 2025. Se disputó en Róterdam, Países Bajos del 3 al 9 de febrero de 2025 en el Ahoy Rotterdam.

## Distribución de puntos
| Modalidad            | Campeón | Finalista | Semifinales | Cuartos de final | 2.ª ronda | 1.ª ronda | Clasificados | 2.ª ronda de clasificación | 1.ª ronda de clasificación |
| Individual masculino | 500     | 330       | 200         | 100              | 50        | 0         | 25           | 13                         | 0                          |
| Dobles masculino     | 500     | 300       | 180         | 90               | –         | –         | 45           | 25                         | 0                          |

## Cabezas de serie

### Individuales masculino
| Tenista            | Ranking | Preclasificado |
| Carlos Alcaraz     | 3       | 1              |
| Daniil Medvédev    | 7       | 2              |
| Álex de Miñaur     | 8       | 3              |
| Andrey Rublev      | 10      | 4              |
| Holger Rune        | 12      | 5              |
| Stefanos Tsitsipas | 13      | 6              |
| Arthur Fils        | 19      | 7              |
| Hubert Hurkacz     | 21      | 8              |

- Ranking del 27 de enero de 2025.[2]

### Dobles masculino
| Tenistas                        | Ranking | Preclasificado |
| Marcelo Arévalo Mate Pavić      | 2       | 1              |
| Kevin Krawietz Tim Puetz        | 15      | 2              |
| Simone Bolelli Andrea Vavassori | 21      | 3              |
| Nikola Mektić Michael Venus     | 27      | 4              |

## Campeones

### Individual masculino
Carlos Alcaraz venció a  Álex de Miñaur por 6-4, 3-6, 6-2

### Dobles masculino
Simone Bolelli /  Andrea Vavassori vencieron a  Sander Gillé /  Jan Zieliński por 6-2, 4-6, [10-6]